# Miami Shores
Miami Shores är en ort (village) i Miami-Dade County, i delstaten Florida, USA. Enligt United States Census Bureau har orten en folkmängd på 10 720 invånare (2011) och en landarea på 6,5 km².